# Mount Tholus
Mount Tholus är ett berg i Antarktis. Det ligger i Västantarktis. Argentina, Chile och Storbritannien gör anspråk på området. Toppen på Mount Tholus är 825 meter över havet.
Terrängen runt Mount Tholus är varierad. Mount Tholus är den högsta punkten i trakten. Trakten är obefolkad. Det finns inga samhällen i närheten.